# Aleksa Šaponjić

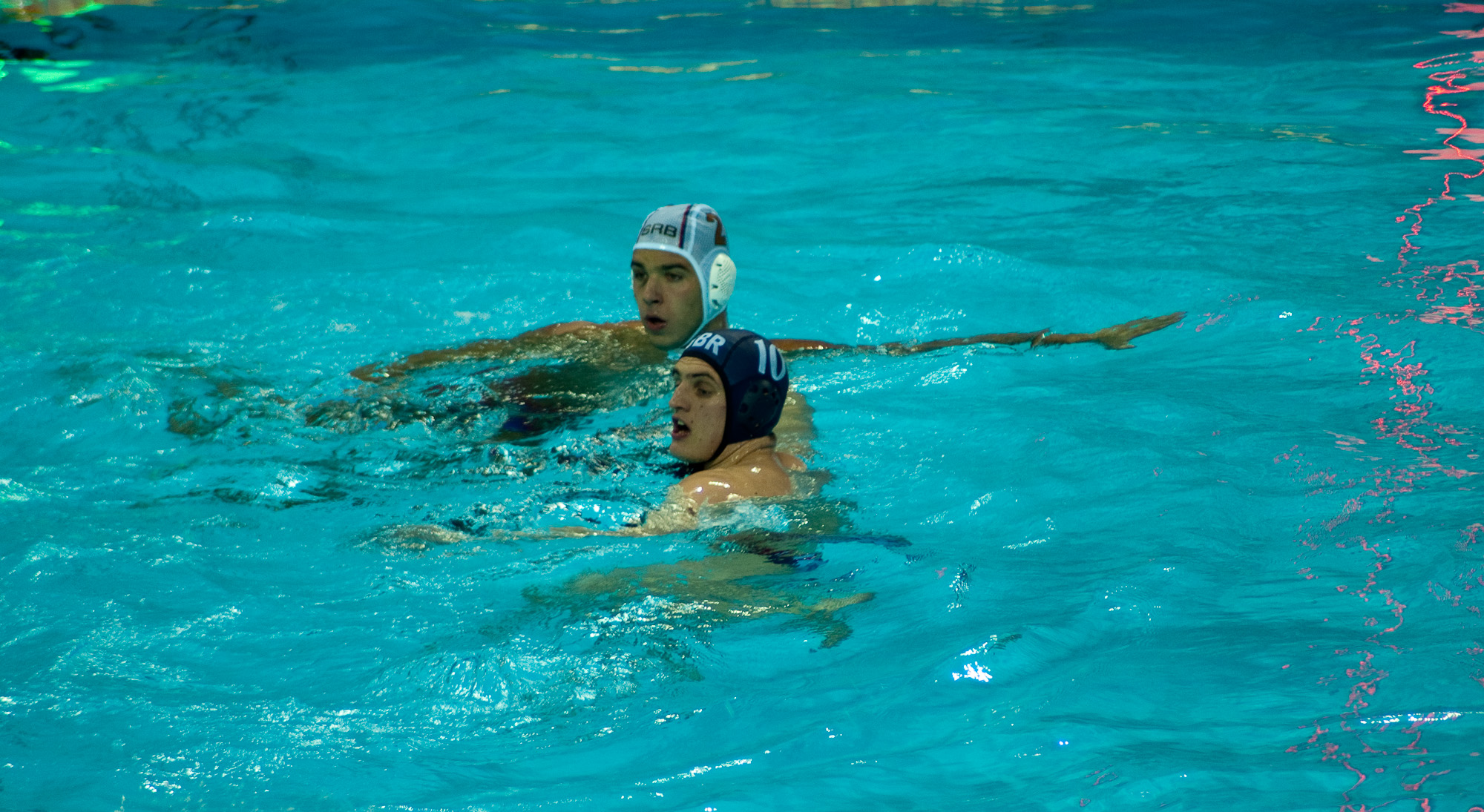
Der Brite Adam Scholefield vorn und Aleksa Šaponjić hinten bei den Olympischen Spielen 2012

Aleksa Šaponjić, kyrillisch Алекса Шапоњић, (* 4. Juni 1992 in Belgrad) ist ein ehemaliger serbischer Wasserballspieler. Mit der serbischen Nationalmannschaft gewann er bei Olympischen Spielen je eine Bronzemedaille und bei Europameisterschaften eine Goldmedaille.

## Karriere
Der 1,91 Meter große Aleksa Šaponjić studierte ab 2011 an der University of California, Berkeley und spielte zusammen mit seinem Bruder Luka für deren Sportteam. Beide traten mit der serbischen Studentenauswahl bei der Universiade 2011 in Shenzhen an. Dort gewannen die Serben den Titel, Aleksa erzielte sechs Turniertore.
Nachdem Aleksa Šaponjić mit der serbischen Juniorenauswahl 2009 Dritter der Juniorenweltmeisterschaft geworden war, half er 2011 beim Titelgewinn. 2012 spielte Aleksa Šaponjić dann in der Nationalmannschaft der Männer. Bei der Europameisterschaft 2012 in Eindhoven gewannen die Serben ihre Vorrundengruppe trotz einer 7:11-Niederlage gegen die Montenegriner. Nach einem 12:8 gegen die Italiener trafen die Serben im Endspiel erneut auf Montenegro und gewannen mit 9:8. Bei den Olympischen Spielen 2012 in London belegten die Serben in der Vorrunde den ersten Platz vor den Montenegrinern, der direkte Vergleich endete 11:11. Nach einem 11:8 im Viertelfinale über Australien unterlagen die Serben im Halbfinale mit 7:9 gegen Italien. Im Spiel um die Bronzemedaille gewann Serbien mit 12:11 über Montenegro. Šaponjić wurde in allen acht Spielen eingesetzt, sein einziges Tor warf er beim 21:7 gegen die Briten. 2013 gewann Šaponjić mit der serbischen Mannschaft in der World League.